# مایکل کوپرسن
مایکل کوپرسن (به انگلیسی: Michael Cooperson) دانش‌آموخته آمریکایی و مترجم ادبیات عرب است. او استاد عربی در دانشگاه یو سی ال ای است. او سابقه تدریس در مدرسه عربی میدلبوری دانشگاه استنفورد را داشته است.

## آثار
او دو کتاب نوشته است:
- Classical Arabic Biography: The Heirs of the Prophets in the Age of al-Ma'mun
- Al-Mamun (Makers Of The Muslim World)

او سه کتاب از عربی یا فرانسوی به انگلیسی ترجمه کرده است:
- Abdelfattah Kilito's The Author and His Doubles: Essays on Classical Arabic Culture
- Khairy Shalaby's The Time-Travels of the Man Who Sold Pickles and Sweets
- Jurji Zaydan's The Caliph's Heirs — Brothers at War: the Fall of Baghdad